# 黑料理
《黑料理》（Dark Cuisine），是香港電視娛樂製作的飲食真人騷節目，2017年4月3日至6月26日每星期一22:30-23:00在ViuTV播出，由少爺占、當奴、徐蒝主持。
每集節目以處理不同關係的矛盾為主題，由少爺占及模仿中外的名人或藝人，扮演各種不同關係的矛盾，然後由徐蒝去分析他們的問題，並且度身訂造出人意外的「黑料理」，為他們處理不同關係的矛盾，期間艾粒、徐蒝及旁白陳炳銓都會在節目期間分析黑料理中食材的配搭營養成份。

## 每集一覽
| 集數 | 播映日期 | 主題       | 菜式                                                                             | Donald扮演角色 （模仿對象） | 少爺占扮演角色 （模仿對象） |
| 1    | 4月3日   | 夫妻關係   | - 冷眼（吞拿魚眼） - 涼茶炒飯                                                    | C拉（梁振英）               | 龍蝦（唐青儀）              |
| 2    | 4月10日  | 明爭       | - 點紅點綠海膽（海膽炒蛋） - 糖水滾「糖」魚（腐竹三文魚糖水）                    | 淋謝（林鄭月娥）            | 驗樓（葉劉淑儀）            |
| 3    | 4月17日  | 暗鬥       | - 堅係牛皮糖 - 豬朋狗友（狗糧豬扒）                                              | Pizza姐（汪明荃）           | Did Did姐（鄭裕玲）         |
| 4    | 4月24日  | 母子不和   | - 唔鹹唔淡中式布甸（鹹蛋腐乳韭菜布甸） - 痾day breakfast（雞腸雞子煙肉、茄汁豆） | 事頭婆（伊利沙伯二世）      | 查理B（查理斯王儲）         |
| 5    | 5月1日   | 上司vs下屬 | - 花膠燉湯扣榴槤核 - 納豆雪糕                                                    | Dicky仔                     | Yammi（鄭秀文）             |
| 6    | 5月8日   | 代溝       | - 溝得埋海水芝士火鍋 - XO醬芝士蛋糕                                              | 謝老爺（謝賢）              | 四仔（謝霆鋒）              |
| 7    | 5月15日  | 感情交易   | - 海枯石爛（石頭青苔湯） - 墨汁爆炸糖糖不甩                                      | 金印尼（金燕玲）            | 金絲黃（蘇施黃）            |
| 8    | 5月22日  | 以貌取人   | - 爛茶渣嗱喳麵 - 奶茶沙爹牛肉麵                                                  | 騰雞姐（莫文蔚）            | 史提芬嬲（周星馳）          |
| 9    | 5月29日  | 合久必分   | - 「中·意」螺膽 - 甜蜜蜜煲仔飯                                                   | 阿喝（葛民輝）              | 阿Jam（林海峰）             |
| 10   | 6月5日   | 不自量力   | - 一代宗師仙人掌花炒飯 - 潮遊東京攻略便當                                        | 涼茶米（梁朝偉）            | 杜如窿（杜如風）            |
| 11   | 6月12日  | 灰色地帶   | - 香蕉樹芯荒島 - 薑汁蝦醬奶昔                                                    | 撻哥（周潤發）              | 姐姐（周聰玲）              |
| 12   | 6月19日  | 夾硬嚟     | - 沙蟲天九翅 - 朱古力三思炒公仔麵                                                | 0姐（藍潔瑛）               | J蟹（鄭少秋）               |
| 13   | 6月26日  | 面對內心   | - 「空肚食熱狗」 - 中西Benedict                                                  | 明伏俠（明福俠/黎明）       | 黎鯭（黎明）                |

## 同時段競爭節目
- TVB：阿媽教落食平D[4]

## 外部連結
- ViuTV：黑料理（页面存档备份，存于）

| 香港 ViuTV 星期一 22:30 - 23:00              | 香港 ViuTV 星期一 22:30 - 23:00     | 香港 ViuTV 星期一 22:30 - 23:00 |
| -------------------------------------------- | ----------------------------------- | ------------------------------- |
|                                              | 黑料理 （2017年4月3日－6月26日）    |                                 |
| 旅行吊靴鬼 - 韓國 （2017年2月27日－3月27日） | 約咗傅家俊 （2017年7月3日－9月4日） |                                 |